# Vertrauensdozent
Vertrauensdozenten sind akademische Mitarbeiter, u. U. Professoren, die an einer Hochschule tätig sind und eine beratende Funktion ausüben. Sie sind für einen bestimmten Fach- oder Themenbereich zuständig.

## Studienberatung und Studienförderung
Vertrauensdozenten unterstützen Studenten in ihrem akademischen Weg. Dies kann allgemeine Fragen der Studienorganisation oder Promotion betreffen, oder auch bedeuten, eine Anlaufstelle für spezifische Studentengruppen zu sein, etwa im Sinne akademischer Mentoringprojekte oder ähnlich der Funktion von Ombudsleuten. 
Des Weiteren sind Vertrauensdozenten im Bereich der Begabtenförderung tätig, indem sie die 13 Begabtenförderungswerke repräsentieren und im Rahmen der jeweiligen Auswahlverfahren für Studien- bzw. Promotions- und Habilitationsstipendien Gutachten erstellen und Interviews mit Bewerbern führen. Vertrauensdozenten üben ihre Arbeit normalerweise ehrenamtlich aus und werden durch die Richtlinien der Begabtenförderwerke auf ihre Aufgaben vorbereitet. Vertrauensdozent kann man nach abgeschlossener Promotion sein.

## Wissenschaftliche Beratung
Die Deutsche Forschungsgemeinschaft wird an den deutschen Hochschulen durch Vertrauensdozenten repräsentiert, welche die Förderprogramme der DFG vorstellen und bei der Erstellung von Forschungsanträgen beratend tätig sind, vor allen Dingen bei Erstanträgen. Zumeist gibt es nicht für jede Disziplin einen Vertreter, so dass auch cross-disziplinär beraten werden muss. Vertrauensdozenten qualifizieren sich durch eigene DFG-Erfahrung, nachgewiesen insbesondere durch erfolgreiche Forschungsprojekte oder Forschungsverbünde. Des Weiteren gibt es an vielen Universitäten Vertrauensdozenten der Alexander-von-Humboldt-Stiftung oder der Fulbright-Kommission.